# Starbrick
Starbrick es un lugar designado por el censo ubicado en el condado de Warren en el estado estadounidense de Pensilvania. En el Censo de 2010 tenía una población de 522 habitantes y una densidad poblacional de 155,03 personas por km².

## Geografía
Starbrick se encuentra ubicado en las coordenadas 41°50′29″N 79°12′46″O / 41.84139, -79.21278. Según la Oficina del Censo de los Estados Unidos, Starbrick tiene una superficie total de 3.37 km², de la cual 3.07 km² corresponden a tierra firme y (8.92%) 0.3 km² es agua.

## Demografía
Según el censo de 2010, había 522 personas residiendo en Starbrick. La densidad de población era de 155,03 hab./km². De los 522 habitantes, Starbrick estaba compuesto por el 96.74% blancos, el 0.38% eran afroamericanos, el 0% eran amerindios, el 0% eran asiáticos, el 0% eran isleños del Pacífico, el 0% eran de otras razas y el 2.87% pertenecían a dos o más razas. Del total de la población el 0.38% eran hispanos o latinos de cualquier raza.